# نيلسون راموس
نيلسون راموس (بالإسبانية: Nelson Ramos)‏ هو رسام أوروغواياني، ولد في 19 ديسمبر 1932 في إدارة سوريانو في الأوروغواي، وتوفي في 2 فبراير 2006 في مونتفيدو في الأوروغواي.